# Lagamas
Lagamas (okzitanisch: Lagamars) ist ein südfranzösischer Ort und eine Gemeinde mit 110 Einwohnern (Stand: 1. Januar 2022) im Département Hérault in der Region Okzitanien. Die Gemeinde gehört zum Arrondissement Lodève und zum Kanton Gignac. Die Einwohner werden Lagamasiens genannt.

## Lage
Lagamas liegt etwa 44 Kilometer nordnordöstlich von Béziers und etwa 29 Kilometer westnordwestlich von Montpellier. Umgeben wird Lagamas von den Nachbargemeinden Montpeyroux im Norden und Nordwesten, Saint-Jean-de-Fos im Osten und Nordosten, Gignac im Süden und Südosten sowie Saint-André-de-Sangonis im Süden und Westen.

## Bevölkerungsentwicklung
| Jahr                       | 1962 | 1968 | 1975 | 1982 | 1990 | 1999 | 2006 | 2017 |
| Einwohner                  | 61   | 46   | 43   | 56   | 71   | 111  | 121  | 111  |
| Quellen: Cassini und INSEE |      |      |      |      |      |      |      |      |

## Sehenswürdigkeiten
- Kirche Notre-Dame-de-la-Garrigue, 1870 errichtet